# Emily Bergl
Emily Bergl (ur. 25 kwietnia 1975 w Milton Keynes w Anglii) – brytyjsko-amerykańska aktorka.

## Życiorys
Jej matka jest Irlandką, a ojciec, architekt – Anglikiem. Jako dziecko przeniosła się z rodzicami do Chicago, gdzie następnie w suburbii Glenview uczęszczała do Glenbrook South High School. Studiowała język angielski i teatroznawstwo w Grinnell College; przynależała tam do studenckiego stowarzyszenia Phi Beta Kappa.

## Filmografia
Kariera filmowa Bergl na dobre rozpoczęła się w roku 1999, kiedy to niespełna dwudziestopięcioletnia wówczas aktorka wcieliła się w główną rolę wyalienowanej licealistki-rebeliantki Rachel Lang w horrorze Furia: Carrie 2, kontynuującym wątek przedstawiony w filmie Briana De Palmy Carrie z 1976 roku. Także w głównej roli wystąpiła u boku Jeffa Danielsa w thrillerze psychologicznym Czekając na sen (2000). Emily znana jest z występów telewizyjnych. Grała jedne z ważniejszych ról w miniserialu Stevena Spielberga Wybrańcy obcych (2002) oraz w tragikomicznej serii ABC Uwaga, faceci! (2006–2008). Gościnnie pojawiła się w odcinkach popularnych seriali: Kochane kłopoty, CSI: Kryminalne zagadki Miami, Nowojorscy gliniarze, Star Trek: Enterprise. Aktorka grała też Beth Young, nową żonę Paula, w 13 odcinkach siódmego sezonu serialu "Gotowe na wszystko" .

## Nagrody
- 2000:
  - nominacja do nagrody Saturna w kategorii najlepsza rola młodego aktora/młodej aktorki (za rolę w Furii: Carrie 2)
- 2003:
  - nominacja do nagrody Saturna w kategorii najlepsza aktorka w serialu telewizyjnym (za rolę w Wybrańcach obcych)